# ブリス・ジャ・ジェジェ
ブリス・ジャ・ジェジェ（Brice Dja Djédjé, 1990年12月23日 - ）は、コートジボワール・アニェビ＝ティアサ州アブデ出身の同国代表サッカー選手。デニズリスポル所属。ポジションはDF、MF（右サイドバック、守備的ミッドフィールダー）。
従兄弟のフランクもサッカー選手。

## クラブ歴
パリ・サンジェルマンFCの下部組織で育成されたが、トップ昇格は叶わなかった。PSG退団後、エヴィアン・トノン・ガイヤールFCでプロデビュー。
2014年1月、オリンピック・マルセイユに移籍。契約は4年半。
2016年7月、プレミアリーグのワトフォードFCに300万ポンドで移籍。足の負傷のため出遅れたが、2017年1月のFAカップ・バートン・アルビオンFC戦で加入後初出場を果たした。しかし出場機会に恵まれず、2018年8月22日にクラブとの双方合意に基づき契約を解除した
2018年8月17日、MKEアンカラギュジュと2年契約を締結した。
2019-20シーズンより1年契約でカイセリスポルに加入。レギュラーとしてシーズン30試合以上に出場した。
2021年1月よりサムスンスポルに加入した。

## 代表歴
2013年8月のメキシコ戦でコートジボワール代表デビュー。アフリカネイションズカップ2015に招集されたが、マルセイユでのプレーに集中するためこれを断っている。